# Manfred Reichelt
Manfred Reichelt (* 1947 in Altenmarkt; † 1996) war ein deutscher Kunstmaler, Glasgraveur und Lüftelmaler. Vor allem seine zahlreichen Wandgemälde in Gastwirtschaften und öffentlichen Gebäuden zeugen noch von seiner Bekanntheit im bayerischen Raum.

## Leben und Werk
Als junger Mann durchlief Manfred Reichelt eine Ausbildung als Hinterglasmaler und Glasgraveur. Früh zog es ihn zur Bauernmalerei hin. Später arbeitete er als Kirchenmaler. Zuletzt erlangte er als Lüftelmaler überregionale Bekanntheit. Seine Kreativität brachte ihn bis in die Grünen Wochen nach Berlin.
In Tunding erzählt man sich die Geschichte, dass Reichelt einem Pferd in einem Wandgemälde im Landkreis Dingolfing-Landau aus einer Laune heraus 5 Beine verpasst habe.
Sein lebenslanger Alkoholismus war eine große Belastung für die Familie und führte letztlich zu seinem Tod. Seine Kinder sind in verschiedenen Gebieten künstlerisch tätig. Tochter Anja Becker arbeitet beispielsweise im Textildesign und leitet Dirndlnähkurse, der jüngste Sohn Andreas Artur Reichelt ist als Schriftsteller und Illustrator eigener Kinderbücher tätig. Die Erfahrungen mit den schwierigen Familienverhältnissen wurden von Letzterem in einer Novelle verarbeitet, die den Titel Ereigniskette trägt.